# Analiza rzeczywista
Analiza rzeczywista – podstawowy dział analizy matematycznej badający funkcje rzeczywiste, zwłaszcza te zmiennej rzeczywistej. Operuje między innymi pojęciami z rachunku różniczkowego i całkowego jak różniczkowalność i całkowalność różnego rodzaju, definiując je ściśle, przez granice funkcji. Analiza rzeczywista bada tym narzędziem także ciągłość oraz jak te typowo analityczne własności wiążą się z innymi, zdefiniowanymi algebraicznie lub przez porządek jak okresowość, ograniczenie, monotoniczność czy własność Darboux. Jest to fundament innych działów analizy jak analiza wektorowa, równania różniczkowe, analiza harmoniczna czy zespolona. Wypracowane przez nią pojęcie ciągłości stało się centralne dla topologii, a miara określiła zakres badań probabilistyki.
Dla analizy rzeczywistej istotne bywają założenia teorii mnogości jak pewnik wyboru, a pewnej perspektywy na funkcje rzeczywiste dostarcza też analiza funkcjonalna.

## Pojęcia
Wśród funkcji rzeczywistych wyróżnia się dziesiątki klas określonych własnościami jak:

- okresowość i jej podtypy:
  - antyokresowość;
  - istnienie okresu podstawowego (zasadniczego);
- ograniczoność;
- lokalna ograniczoność;
- monotoniczność,
- własność Darboux,
- wypukłość i wklęsłość;
- otwarcie i domknięcie;
- asymptotyczne tempo wzrostu;
- półciągłość;
- ciągłość,
- ciągłość jednostajna,
- warunek Lipschitza,
- warunek Höldera,
- ciągłość bezwzględna (absolutna),
- różniczkowalność,
- różniczkowalność Diniego;
- regularność,
- gładkość,
- analityczność,
- całkowalność Riemanna i równoważna jej całkowalność Darboux,
- całkowalność Lebesgue’a i mierzalność,
- ograniczone wahanie,
- powolna zmienność.

Niektóre z tych rodzin funkcji tworzą struktury algebraiczne: te zamknięte na dodawanie i mnożenie przez stałą tworzą przestrzenie liniowe, a często dobrze zdefiniowane jest też mnożenie dając strukturę przemiennej {\displaystyle \mathbb {R} }-algebry. Te przestrzenie funkcyjne są wyposażane kanonicznie w dodatkowe struktury jak topologia, przez co mogą tworzyć przestrzenie liniowo-topologiczne – przedmiot badań analizy funkcjonalnej. W wielu przypadkach, szczególnie gdy oczekujemy dobrze zdefiniowanej metryki, rozważana jest przestrzeń ilorazowa, przez co struktura pierścienia nie musi tworzyć podpierścienia kanonicznej algebry wszystkich funkcji rzeczywistych. Na przykład funkcje całkowalne z kwadratem tworzą przestrzeń metryczną tylko jeśli rozpatrujemy je identyfikując funkcje równe poza zbiorem miary zero, inaczej dwie różne funkcje takie jak zero i indykator liczb wymiernych dzieliłaby zerowa odległość 

## Twierdzenia
Poniższa lista obejmuje ponad 60 twierdzeń pogrupowanych tematycznie; większość z nich jest spotykana w standardowych kursach analizy rzeczywistej.

### Ciągi rzeczywiste
- z twierdzenia Cantora wynika, że nie istnieje suriektywny ciąg rzeczywisty;
- jednoznaczność granicy ciągu – wynika to z topologicznych własności prostej rzeczywistej;
- ciągi zbieżne są zamknięte na działania dodawania, odejmowania i mnożenia; innymi słowy są algebrą nad ciałem liczb rzeczywistych;
- arytmetyka granic – granica jest homomorfizmem pewnych działań na ciągach jak te podstawowe arytmetyczne (dodawanie, odejmowanie, mnożenie, dzielenie i potęgowanie);
- istnieją symbole nieoznaczone, tzn. pewne granice ciągów nie determinują granic wyników pewnych działań na tych ciągach ani czy te wynikowe ciągi są w ogóle zbieżne;
- twierdzenie o dwóch ciągach i o trzech ciągach;
- każdy rzeczywisty ciąg Cauchy’ego jest zbieżny – innymi słowy prosta rzeczywista jest zupełna;
- twierdzenie Stolza o zbieżności pewnych ilorazów ciągów;
- lemat Bolzana-Weierstrassa – mówi on o zwartości ciągowej odcinków na prostej rzeczywistej, przez co jest szczególnym przypadkiem twierdzenia Heinego-Borela;
- asymptotyczna równość silni i przybliżającego ją wzoru Stirlinga;
- kryteria zbieżności szeregów jak te Leibniza, d’Alemberta i Cauchy’ego;

- twierdzenie Riemanna o szeregach warunkowo zbieżnych;
- pewne wyniki sumowania szeregów jak rozwiązanie problemu bazylejskiego przez Eulera i bardziej ogólne obliczenie wartości funkcji dzeta (ζ) dla argumentów parzystych dodatnich;
- nierówność Cauchy’ego-Schwarza dla szeregów.

### Ciągłość funkcji

Wykres funkcji Ma ona własność Darboux, jednak niezależnie od przypisania jej wartości w zerze nie będzie tam ciągła, ponieważ nie ma w tym punkcie granicy.

- trzy definicje ciągłości – Cauchy’ego, Heinego i topologiczna – są równoważne[potrzebny przypis];
- liczba funkcji ciągłych na ustalonym podzbiorze prostej wynosi continuum[1];
- funkcje ciągłe są zamknięte ze względu na dodawanie, odejmowanie i mnożenie; innymi słowy tworzą pierścień przemienny z jedynką. Jest to również algebra nad ciałem liczb rzeczywistych; nie jest to jednak dziedzina całkowitości, tzn. istnieją tam dzielniki zera;
- funkcja może nie być ciągła w żadnym punkcie – przykładem jest funkcja Dirichleta;
- zbiór nieciągłości może być jednocześnie gęsty i przeliczalny – własność tę ma funkcja Riemanna;
- zbiór nieciągłości jest przeliczalną sumą zbiorów domkniętych[2].
- funkcja monotoniczna ma przeliczalną liczbę nieciągłości i wszystkie są skończenie skokowe (nieusuwalne I rodzaju)[potrzebny przypis];
- twierdzenie Darboux: z ciągłości wynika własność Darboux. Twierdzenie odwrotne nie zachodzi, a funkcja Darboux nie musi mieć nawet granicy w żadnym punkcie – por. Conway base 13 function(inne języki);
- funkcja wypukła lub wklęsła na zbiorze otwartym jest ciągła[potrzebny przypis];
- jeśli funkcja addytywna jest ciągła, monotoniczna lub ograniczona, to jest liniowa;
- jeśli funkcja okresowa jest ciągła, to jest stała lub ma okres podstawowy (zasadniczy)[3];
- twierdzenie Weierstrassa o kresach funkcji ciągłej;
- twierdzenie Heinego-Cantora: z ciągłości na zbiorze zwartym wynika ciągłość jednostajna;
- twierdzenie Szarkowskiego o iteracjach ciągłych funkcji rzeczywistych;
- funkcje lipschitzowskie oraz hölderowskie są ciągłe jednostajnie[potrzebny przypis];
- twierdzenie Banacha o kontrakcji zachodzi m.in. dla funkcji rzeczywistych;
- ciąg funkcji ciągłych może zbiegać punktowo do funkcji nieciągłej[potrzebny przypis].

### Różniczkowanie

Wykres funkcji Weierstrassa – ciągłej, ale nieróżniczkowalnej w żadnym punkcie

Wykres funkcji Jest ona różniczkowalna, ale jej pochodna jest nieciągła w zerze, bo nie ma tam w ogóle granicy.

Funkcja Cantora, czasem zwana diabelskimi schodami – rosnąca mimo stacjonarności prawie wszędzie.

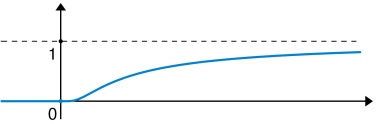
Wykres funkcji W zerze, tj. dla jest gładka (klasy), jednak nie jest tam analityczna (klasy), ponieważ jej wszystkie pochodne znikają.

- funkcja różniczkowalna musi być ciągła, ale nie odwrotnie;
- suma, różnica i iloczyn funkcji różniczkowalnych są różniczkowalne. Innymi słowy funkcje różniczkowalne są algebrą nad ciałem liczb rzeczywistych, jednak – tak jak wśród funkcji ciągłych – występują właściwe dzielniki zera;
- podstawowe własności algebraiczne pochodnej jak wzory na pochodną sumy, różnicy i przeskalowania funkcji można wyrazić krótko: pochodna to przekształcenie liniowe;
- wzory na pochodną iloczynu, złożenia (reguła łańcuchowa) i funkcji odwrotnej;
- pochodna funkcji musi mieć własność Darboux[potrzebny przypis], ale nie musi być ciągła;
- pochodna funkcji ma przeliczalną liczbę nieciągłości skokowych[4];
- twierdzenie Fermata: jeśli funkcja jest różniczkowalna w swoim ekstremum, to jest ono punktem stacjonarnym. Twierdzenie odwrotne nie zachodzi – punkt stacjonarny może być siodłowy;
- mimo to funkcja stacjonarna prawie wszędzie (poza zbiorem miary zero) może być ściśle monotoniczna – przykłady to funkcja Cantora i inne funkcje osobliwe;
- twierdzenie Rolle’a, wynikające z twierdzeń Weierstrassa i Fermata;
- twierdzenia o wartości średniej: Lagrange’a i Cauchy’ego;
- reguła de l’Hospitala;
- wzór Taylora,
- funkcja gładka nie musi być analityczna;
- funkcje analityczne są dziedziną całkowitości – iloczyn dwóch niezerowych funkcji tego typu zawsze jest niezerowy[potrzebny przypis].

### Całkowanie
- definicje całki Riemanna i Darboux są równoważne;
- warunkiem równoważnym całkowalności w tym sensie jest ciągłość prawie wszędzie – poza zbiorem zaniedbywalnym;
- każda funkcja monotoniczna jest całkowalna; wynika to z powyższego twierdzenia i jednego z wcześniejszych;
- całka jest addytywna i jednorodna; w języku algebry liniowej: całka to funkcjonał liniowy;
- zasadnicze twierdzenie analizy (Newtona-Leibniza);
- całkowe twierdzenia o wartości średniej;
- nierówności całkowe jak ta Buniakowskiego i jej uogólnienie – szczególna nierówność Höldera;

- twierdzenie Bohra-Mollerupa o funkcji gamma (Γ) Eulera[5];
- niektóre wyniki całkowania są nietrywialne; przykładem jest całka Gaussa.

### Inne
Oprócz tego do analizy rzeczywistej można zaliczyć twierdzenia analizy wielowymiarowej:
- twierdzenie Schwarza – warunek wystarczający przemienności (komutacji) pochodnych cząstkowych;
- twierdzenie Leibniza o pewnych całkach wielowymiarowych;
- twierdzenie Fubiniego o całkach wielokrotnych;
- twierdzenie Greena, twierdzenie Stokesa i twierdzenie Gaussa-Ostrogradskiego uogólniające twierdzenie Newtona-Leibniza.

Twierdzenia analizy rzeczywistej miewają konsekwencje dla algebry:
- z ciągłości wielomianów rzeczywistych i twierdzenia Darboux wynika, że każdy wielomian stopnia nieparzystego ma pierwiastek (miejsce zerowe);
- twierdzenia Rolle’a używa się w dowodzie reguły znaków Kartezjusza[6].

W 2023 roku niektóre problemy w tej dziedzinie czekają na rozstrzygnięcie; przykładem może być zbieżność szeregu Flint Hills:
{\displaystyle \sum _{n=1}^{\infty }{\frac {1}{n^{3}\sin ^{2}n}}.}

## Rozwój
Bernard Bolzano (1781–1848),

Augustin Louis Cauchy (1789–1857),

Karl Weierstraß (1815–1897),

Heinrich Eduard Heine (1821–1881),

Bernhard Riemann (1826–1866),

Richard Dedekind (1831–1916),

Rudolf Lipschitz (1832–1903),

Jean Gaston Darboux (1842–1917),

Georg Cantor (1845–1918),

Niektóre twierdzenia analizy rzeczywistej noszą nazwiska uczonych z XVII i XVIII wieku jak Pierre de Fermat, Michel Rolle, Guillaume de l’Hospital i Joseph Louis Lagrange, jednak nie udowodnili oni tych wyników, nie mając jeszcze do tego odpowiednich narzędzi.
Za początek tej dziedziny uznaje się XIX wiek, kiedy Bernard Bolzano, Augustin Louis Cauchy oraz Karl Weierstraß podali ścisłe definicje granicy ciągu oraz funkcji, co pozwoliło też na formalne zdefiniowanie pochodnej. Inni matematycy przysłużeni tej nauce to m.in.:
- Heinrich Eduard Heine, który podał alternatywną definicję granicy funkcji;
- Bernhard Riemann, który podał pierwszą ścisłą definicję całki oznaczonej;
- Jean Gaston Darboux, który udowodnił kilka twierdzeń, m.in. o funkcjach nazwanych od jego nazwiska.

Richard Dedekind i Georg Cantor sformułowali teriomnogościowe podstawy analizy rzeczywistej jak aksjomaty i konstrukcje liczb rzeczywistych. W XX wieku Henri Lebesgue uogólnił całkę Riemanna, otwierając teorię miary. W latach 20. XXI wieku dziedzina ta jest dalej rozwijana; poświęcono jej m.in. publikowany w USA półrocznik „Real Analysis Exchange” oraz osobne katedry.
Rozwinięciem analizy rzeczywistej są:
- analiza zespolona, którą także zapoczątkował Cauchy;
- analiza niestandardowa oparta na liczbach hiperrzeczywistych, którą zapoczątkował w XX wieku Abraham Robinson.

## Analiza rzeczywista w Polsce
W Polsce analizą rzeczywistą zajmowali się między innymi:
- Wacław Sierpiński (1882–1969),
- Stefan Banach (1892–1945),
- Stanisław Saks (1897–1942),
- Antoni Zygmund (1900–1992),
- Józef Marcinkiewicz (1910–1940),
- Zygmunt Zahorski (1914–1998),
- Wiesław Pleśniak (1944–),
- Władysław Wilczyński (1946–).

## Literatura
Polskojęzyczna
- Stanisław Łojasiewicz, Wstęp do teorii funkcji rzeczywistych, seria „Biblioteka Matematyczna”, tom 46.
- Roman Sikorski, Funkcje rzeczywiste, tom I i II, seria „Monografie Matematyczne” (1957 i 1959).
- Walter Rudin, Analiza rzeczywista i zespolona, Wydawnictwo Naukowe PWN, Warszawa 2009, ISBN 978-83-0115801-9.
- Marian Gewert i Zbigniew Skoczylas, Przykłady i kontrprzykłady z analizy matematycznej, Oficyna Wydawnicza GiS, Wrocław 2021, ISBN 978-83-62780-66-2; gis.wroc.pl [dostęp 2023-10-26].

Anglojęzyczna
- Bernard R. Gelbaum, John M.H. Olmsted, Counterexamples in Analysis, Dover Publications, 2003, ISBN 978-048642875-8.